# Schomart Jerschan
Schomart Jerschan, englisch transkribiert Zhomart Erzhan (* 10. Juni 1993) ist ein kasachischer Boxer im Halbfliegengewicht. 

## Erfolge
Schomart Jerschan stammt aus Südkasachstan, ist 1,57 m groß und Rechtsausleger. Er ist Gewinner der Turniere Danas Pozniakas 2011 in Litauen und Shokhr Boltekuly 2011 in Kasachstan. Beim Agalarov Cup 2010 in Aserbaidschan und dem Nikolay Manger Tournament 2011 in der Ukraine gewann er jeweils die Silbermedaille. 2013 gewann er eine Bronzemedaille bei der Sommer-Universiade in Russland. 
2014 gewann er jeweils eine Silbermedaille beim Bocskai Tournament in Ungarn, dem Korotkov Tournament in Russland und dem Valentin Zolotarev Tournament in Usbekistan, sowie die Goldmedaille beim Feliks Stamm Tournament in Polen. 
2015 gewann er einen Länderkampf gegen Bator Sagalujew, hatte zwei Einsätze in der World Series of Boxing (WSB) und gewann das Liventsev Tournament in Belarus. Im Oktober 2015 erkämpfte er zudem eine Bronzemedaille bei den Militärweltspielen in Südkorea. Im Viertelfinale hatte er dabei Salman Əlizadə besiegt.
2016 gewann er das Abdaliyev Tournament in Kasachstan und das Strandja Tournament in Bulgarien, wobei er unter anderem gegen Lü Bin, Dmytro Samotajew und Samuel Carmona siegte. Zudem bestritt er zwei weitere Einsätze in der WSB.
Beim Chemiepokal 2017 gewann er erneut eine Bronzemedaille und startete bei den Asienmeisterschaften in Taschkent, wo er im zweiten Kampf an Hasanboy Doʻsmatov scheiterte. In den Box-Offs verlor er noch gegen Kornelis Kwangu Langu, wurde aber aufgrund von dessen Nichtantritt bei den Weltmeisterschaften in Hamburg nachnominiert. Bei der WM erreichte er gegen Michael Tello, Rogen Ladon und Wassili Jegorow das Halbfinale, wo er gegen Joahnys Argilagos mit einer Bronzemedaille ausschied.